# آرتور سوبیچ
آرتور سوبیچ (زاده ۱۲ ژوئن ۱۹۹۰) بازیکن فوتبال اهل کشور لهستان است.
وی سابقه ۵ بازی و ۱ گل ملی برای تیم ملی فوتبال لهستان در کارنامه دارد، همچنین پست تخصصی او، مهاجم است.